# 電波教師
『電波教師』（でんぱきょうし、HE IS AN ULTIMATE TEACHER）は、東毅による日本の少年漫画。『週刊少年サンデー』（小学館）にて、2011年49号から2014年50号まで第一部を、2015年14号から2017年18号まで第二部を連載し、完結した。東毅にとっては、初の週刊連載作品である。2015年4月から9月までテレビアニメが放送された。
単行本の発行部数は9巻の時点で100万部を突破している。話数カウントは「○限目」。

## あらすじ

### 第1部
ニートとしてオタク三昧な生活を送っていた青年・鑑純一郎は、妹の純音の根回しによって母校の高校で講師をすることになる。学校側の事情により短期間で解雇されてしまう純一郎だったが、彼のユニークな教育指導に目をつけた柊学園の理事長である柊暦からのスカウトを受けて分校の銀杏学園で教鞭を取ることになり、そこでも癖のある生徒たちを相手にして導いていくことになる。
2学期に入ると純一郎とは正反対の思考を持つ本校の校長・柊有栖が彼の前に現れ、彼女の考えに真っ向から対立した純一郎は本校の教育システムを作り直すべく、銀杏学園から選抜された生徒たちを引き連れて本校の班戦争に挑む。純一郎たち銀杏組は本校の様々な班や軍との勝負を勝ち抜き、後輩の時坂朋也との最終決戦の末、班戦争を制した。
班戦争から銀杏学園に戻ってきた純一郎の前に、彼にとって大切な存在だった玖遠重音の妹・那由他が現れる。純一郎は重音の死の原因が自分にあると憎しみを向けてくる那由他からゲームでの勝負を挑まれ、負けたら死ぬという状況の中で戦うことになる。そして純一郎の事情を知って参加を決めた生徒たちと最終戦に挑み、激戦の末に勝利した。それから時が流れ、純音たちは高等部を卒業することになった。

### 第2部
政府の国家プロジェクトの一環であるシード計画の一環として、銀杏学園初等部に新たに設置されたSクラスに全国から特殊な才能を持った生徒が集められることになった。貴澄みもりからSクラスの担任のスカウトを受けた純一郎だったがそれを拒否し、学園を離れて自由気ままな放浪生活を送ることになる。それから3ヶ月が経ったある日、Sクラスの生徒である朧九御路と出会った純一郎は彼からクラスの現状を知ることになり、再び学園に戻ることを決める。

## 登場人物
担当声優は、テレビアニメ版 / 第12巻限定版ドラマCD / サンデーCM劇場での順で記載。1人しか記載がない場合は、特記ないかぎりテレビアニメ版での声優である。誕生日は第10巻限定版付属のスクールカレンダーより。

### 鑑家
自宅は一軒家で、純一郎と純音の二人で暮らしている様子。父親は、鑑公正、母親は文科省のトップである九重九十九の娘である。なお、母は鑑公正の教え子であり、駆け落ちして、鑑純一郎と鑑純音が生まれる。両親は、鑑純一郎の影響によって夫婦で火星移住計画で火星に行ってしまった。鑑純一郎は、「日朝のアニメが観られなくなるから行きたくない」と言い、地球に残った。それによって、鑑純一郎は「自分が両親を殺した」と発言した。
鑑 純一郎（かがみ じゅんいちろう）
声 - 神谷浩史 / 小野大輔 / 同左
本作の主人公。24歳。漫画やアニメ、ゲームなどをこよなく愛する筋金入りのオタク。自ら「やりたいことしかできない（YD）病」と自称しており、基本的に自分が興味を持ったことしかやらないダメ人間。また、面白いことのためなら自ら体を張ってでもそれを実現させようとする。能力自体は非常に優秀で、あらゆるジャンルの超一流だが、体力は非常に低く、光太郎以下である。かつては天才と呼ばれ、わずか17才で世界的権威を持つ雑誌にも掲載された「どこでもドア理論」の提唱者でもある。大学卒業後は1年以上ニート生活を続けていたが、その怠慢に業を煮やした妹が本人に無断で純一郎の母校「東神鳴高校」の非常勤講師に応募して受かったことから教師となったが、教師を続ける気は内心皆無で学校側の事情で解任されるが、直後に暦のスカウトを受けて銀杏学園の教師になり、高等部2年3組の担任に就任する。
鑑 純音（かがみ すずね）
声 - 松井玲奈 / 阿澄佳奈 / 同左
純一郎の妹。銀杏学園高等部2年3組。
ソフトボール部在籍のスポーツ特待生で、1400グラムある特注品のバットを使った素振りを日課としている。純一郎のことを「兄ぃ（あにぃ）」もしくは「あんた」と呼んでいる。基本的にはだらしない兄に厳しく接しており、時にバットで制裁を与えることも多いが、部屋に兄妹で一緒の写真を飾っていたり、純一郎のために毎日弁当を作ってあげるなど兄想いである。ニート生活を続けていた純一郎に業を煮やし、本人に無断で東神鳴高校の講師の募集を申し込んだことで純一郎を教師にさせた張本人である。オタクグッズに金をつぎ込んですぐに使い切ってしまう純一郎の金銭の管理も行っている。純一郎との進路相談では、教師になりたいと言っていた。

### 東神鳴高校
原作、アニメ版ともに1・2話で純一郎が勤める高校の生徒たち。3話以降は舞台が銀杏学園に移るため、サブキャラとしての登場となる。
叶 美奈子（かのう みなこ）
声 - 雨宮天 / なし / 蒼井さとみ
東神鳴高校の3年生。純一郎からの呼び名は「顔面パンチ」。初対面で声優の厳しさを説いてきた純一郎の顔面を殴ったことが由来。
声優を目指している少女で、純一郎が認めるほどの歌唱力もある。かつてはカラーギャング「ブラックオラクル」を率いていた不良だったが、そのためかつての不良仲間だったミホたちからいじめられることになり、やり返すことなく純一郎に救われるまで孤立無援の状況のまま耐え続けていた。
純一郎が学校を去った後、ネットを通して交流のあった切子の紹介で再会し、何回か再登場する。
鬼頭 ミホ（きとう ミホ）
声 - 巽悠衣子
東神鳴高校の3年生。美奈子のクラスメイト。
以前はカラーギャング「BO」の人間として美奈子と行動を共にしていたが、美奈子が更生して声優を目指すようになったことが気に入らず、ヨーコ（声 - 髙野麻美）とケイコ（声 - 藤井ゆきよ）と一緒になって彼女をいじめていた。しかし純一郎のお仕置きによって完膚なきまで精神的に叩きのめされて反省し、美奈子とも和解する。実家はバイク屋だが、将来は小料理屋を開くのが夢。純一郎からの呼び名は「腹黒金髪頭」⇒「味っ娘」。
尾上（おがみ）
エール大出身の新任教師。純一郎の東神鳴高校での非常勤講師を解任される要因となった人物。原作のみに登場。
純一郎の発表した「どこでもドア理論」を一笑に付し、彼を見下している。ルールを順守することが社会で正しいという思考の持ち主で、純一郎の講師退任に反対する生徒たちを高圧的な態度で一喝するが、純一郎の「自分たちのルールを社会に認めさせろ」という演説に感動した生徒たちを収拾をつけられなくなってしまった。
栗林 雪乃（くりばやし ゆきの）
声 - 内山夕実
アニメオリジナルキャラクターで、尾上に差し替えられる形で登場。東神鳴高校の3年生でクラス委員を務める。模試の成績が下がった原因を「純一郎が真面目に授業を行わなかったからせい」だとして八つ当たりするだけでなく、万引きに走ってしまった。それを止めようとした純一郎の姿が痴漢行為として広まり騒ぎになったことで彼が解雇される事態になってしまい罪悪感に苛まれるが、純一郎の演説で他の生徒と共にエールを送られた。
東神鳴高校女子サッカー部
七海を更生させるために純一郎の「課外授業」の助っ人として登場。

### 銀杏学園
原作・アニメ版共に3話以降に純一郎が勤める高校の登場人物たち。第一部のメインキャラクターが多く含まれる。柊学園の分校。
柊 暦（ひいらぎ こよみ）
声 - 三森すずこ / 赤﨑千夏 / 長田美雪
柊学園及び分校である銀杏学園の理事長。前理事長の孫娘であり、それを自称したことで純一郎から「オプション付き」と呼ばれている。
中学卒業直後に理事長に就任。日本を「おもしろい国」にするという目的に叶った教育理念を掲げる。物腰穏やかな性格ではあるが相当の電波系。
東神明高校の講師を解任されたばかりの彼を銀杏学園の教師に迎えた。純一郎の課外授業に協力的な態度を取り、彼の突飛な行動も面白そうに看過する。本人が語る通り謎が多く、純一郎の過去を把握していたり、秘匿のはずのKECの研究所に入れたりするなど国家機密機関にも自由に顔を利かせることができる。

#### 生徒
桃園 マキナ（ももぞの マキナ）
声 - 大西沙織 / 日笠陽子 / 同左
銀杏学園の生徒会長。高等部3年2組。純一郎からの呼び名は「変則ツインテール」。共働きの両親と弟の一也との4人家族で、柊学園町にある団地で暮らしている。
暦の右腕的存在であり、銀杏学園では生徒会長に加えて剣道部主将と風紀委員長を兼任し、校則違反の生徒だけでなく職務怠慢な教師も容赦なく学園から追放する権限を持つなど絶大な影響力を持つ。
自他共に厳しい性格。幼い頃から憧れだった銀杏学園に強い思い入れがあり、純一郎からオタクに通じるものがあると言われている。普段の厳しさの反面、不登校児である光太郎のことを気遣ったり、弟思いであるなど心優しい面もある。なお、貧乳であることを気にしている。第二部では教育実習生として登場する。
式島 切子（しきしま きりこ）
声 - 田所あずさ / 大橋歩夕 / 同左
銀杏学園高等部2年3組。
メイドカフェ「はーと オン はーと」でアルバイトをしているドジっ娘メイド。メイド服へのこだわりの強さからメイド喫茶でアルバイトを始め、店内でも歌や踊りを披露している。
実はかつて名無しでヌコ生にキレキレのパフォーマンス動画を上げ、「メイド中のメイド」と言われた“伝説の地下ドル“カッター少女である。
純一郎からの呼び名は「ポテト」。メイド喫茶で注文したフライドポテトに「魔法」をかけてもらい、美味しく感じられたことから。
七海 征十郎（ななみ せいじゅうろう）
声 - 細谷佳正 / 浜田賢二 / なし
銀杏学園高等部2年3組。
桁外れの身体能力を持つ男子生徒で、自動車を蹴り飛ばす姿から純一郎から「改造人間」と呼ばれている。粗暴で、目上の人間に対しても態度が悪い。ただし中学時代の先輩などには敬語を使って接している。父を亡くした現在はアパートで一人暮らしをしている。中学時代は叶美奈子の後輩で、美奈子が率いていたカラーギャング「ブラックオラクル」の一員だった。
千波 花音（ちなみ かなん）
声 - 日高里菜 / 竹達彩奈 / 同左
銀杏学園高等部2年3組。純音とは中等部からのクラスメイト。
自他共に認めるアニメ声で、純一郎からの呼び名は「アニメっ娘」。中学時代にヌコヌコ動画の生放送をきっかけに自分の声にトラウマを持ち、親以外とはメールで会話をするようになってしまった。「完璧な美少女」と称されるほどの可愛らしい容姿を持ち、告白されることも多いが声を出したくないためにすべて断っている。世界的な歌姫であるヘイリー・ウェステン（アニメではユー・レッドポンド）の大ファン。数学と物理が苦手。純一郎の指導で声へのコンプレックスを克服し、放送部で校内放送のDJを務めるようになった。ただし、しゃべるようになってからは自信過剰な面が目立つようになり、男子からの人気も落ちてしまった様子。
天上院 騎咲（てんじょういん きさき）
声 - 佐倉綾音 / 井上麻里奈 / クマ＠変態熊
銀杏学園高等部2年3組で、本名「田中 さち子（たなか さちこ）」。
人気少女漫画『終末学園』を連載している漫画家で、「天上院騎咲」のペンネームで活動している。純一郎が気に入っている漫画の作者であるためか、彼からは敬意を払われ「騎咲先生」と呼ばれている。私服はゴスロリ衣装を好み、制服の時もヘッドドレスを着用している。銀杏学園には中等部から美術特待生として入学。マンションの一室を自宅兼スタジオにしている。
読者のためだけに漫画を描くことに人生を賭け、そのため高校入学から1日も登校していない筋金入りの不登校児。秋葉原の店で自分の作品の最新巻を買いに来た客の数を数えていたところで純一郎と出会い意気投合する。マキナとは中等部に入学してからの付き合いだが、学校への思い入れの食い違いから犬猿の仲となっていた。
蔵持 円（くらもち まどか）
声 - M・A・O
銀杏学園高等部1年。生徒会の会計係。関西弁に銭型の髪留めがトレードマークで、国内大手のゲームソフトメーカー「KMC」の社長令嬢。純一郎からの呼び名は「銭っ娘」。
一目見ただけで物や人物の価値を正確に割り出すことができる能力を持ち、部活の予算配分などを無駄なく行えることを理事長に買われ生徒会に入った。16歳になったら実家の方針で結婚相手を決めることになっており、花嫁修業と称して家事も完璧なまでに仕込まれている。無駄を嫌う性格だが、必要ならば赤字も辞さない。また、アニメ・ゲームの知識も豊富。将来は自分が惚れた男と一緒にKMCを世界一のソフトメーカーにするのが夢。
アニメ版14時限目では、誕生日が6月25日であることを示す描写があった。
荒木 光太郎（あらき こうたろう）
声 - 豊崎愛生 / 沢城みゆき / なし
銀杏学園高等部2年3組。
男子でありながら、幼い頃から可愛いもの好きで女装にまで至ってしまった、いわゆる「男の娘」で、誰もが女の子だと思ってしまうような容姿である。本人は性同一性障害でも同性愛者でもないが、そのかわいらしさから周囲の男子をしばしば興奮させてしまう。
オンラインゲーム『ウロボロスオンライン』では「「LUCE」ルーチェ」と名乗り、結界魔法に長けた「鉄壁の修道女」の二つ名を持つ。3000時間を超えるプレイにより低スペックの女子型アバターでありながら、設定能力を超えてウロボロスの頂点に位置する存在となり、純一郎こと「ザ・ファースト」との最強コンビで知られていた。
その正体は騎咲に続く二人目の不登校児。中学時代、ウエスタントリオの3人から「気持ち悪い」と言われたトラウマから引きこもりになっていた。ふとしたことで実は担任教師であった「ザ・ファースト」＝純一郎に正体を知られ、紆余曲折を経て自分らしさを表す女子制服姿で学校に登校するようになる。純一郎からは「光太郎」とまともな呼び名で呼ばれている。なお、切子とは同じ中学だったようだが、クラスが違っていたので今まで面識はなかった。
西九条 まとめ（にしくじょう まとめ）
声 - 種田梨沙
銀杏学園高等部の女子生徒だったが、純一郎が銀杏学園に就任する1年前に学園内の合宿所の漫画図書館の中で建て付けの悪い本棚が倒れ下敷きになり死亡してしまう。この事件が要因で、合宿所は1年ほど閉鎖されていた。しかし成仏することができず、幽霊となってしまって合宿所の中でずっと一人でいたところを、合宿所の掃除に来た純一郎たちと出会うことになる。
貴澄 みもり（きちょう みもり）
銀杏学園の生徒の新聞部エースだが、本当は柊学園本校情報部。「教師殺し（ティーチャーキラー）」の異名を持ち、ターゲットにされた教師は、あることないことを記事にされ、学校を辞めざるを得ない状況に追い込まれるという。借りているアパートの一室は散らかし放題で生活感は感じられず、複数のパソコンが設置されている。自ら8つの大手ニュースサイトの管理人を務めており、電子掲示板でレスを立てるのが趣味。語尾に「っス」とよくつける。純一郎からの呼び名は「ブログ女」。
櫛名田 萌美（くしなだ もえみ）
声 - 夏川椎菜
銀杏学園中等部3年。アイドル志望で、芸能事務所所属の研究生。
小悪魔チックの傲慢な性格。純一郎から「野良ドル」と呼ばれている。「ファミリンジャー」のオフ会の防衛戦ではライバルチームの助っ人として高パフォーマンスを見せている。
芸能活動であまり学校に来ないらしい。
不破 定光（ふわ さだみつ）
銀杏学園高等部1年。
エリート気質な自信家。男子としてかなり背が低いため、優越感を示そうとして相手より高い位置に立つ癖がある。円とは中等部から同じクラスメイト。
柊学園本校への進学を希望したが叶わなかった。
柿谷（かきたに）
声 - 岡本信彦 / 蒼井翔太 / なし
男子サッカー部の主将。ポジションはDFで、中学まではFWだったため足技に優れている。七海からも敬意を払われている数少ない人物。
小田原 丈（おだわら じょう）
声 - 松岡禎丞
銀杏学園高等部2年2組。異性を前にすると大量に鼻血を出してしまう特異体質。マキナに片思いしており、彼女へ告白するため純一郎に助力を求めた。下の名前はアニメ版のみ。
真知子（まちこ）
銀杏学園高等部2年3組。七海に片思いしており、純一郎の協力でどうにか七海に告白するが、真摯な返答で断られ失恋する。
橘（たちばな）
銀杏学園の女子生徒。純一郎の教師活動の負の側面を受け、やりたいことも見つからず自暴自棄になってビルから飛び降りを図ろうとする。

#### 銀杏学園生徒の関係者
ヘル・ゲイツ
声 - 浪川大輔
「マクロソフト」グループ創始者の息子で、世界最大のゲーム会社「アクティビションフリゲート」のCEOを務める若き天才プログラマー。FPSゲームの世界大会を三連覇する程の腕を持つプロゲーマーでもある。
自らを「王」と名乗る誇り高き性格。邪魔者には真っ向から対立するが、物腰は柔らかく約束は必ず守る律儀な人物でもある。とあるイベントでKMCを含む日本のメーカーを侮辱する自分の発言に反発して説教をしてきた円に惚れ込み、彼女と結婚するために「KMC」の買収を強行していた。
名前の由来は「マイクロソフト」創始者のビル・ゲイツ。
桃園 一也（ももぞの かずや）
声 - 続木友子
マキナの弟で、小学生。秋葉原のカードショップ「クラブACB」の常連でもあり、カードゲームに長けた純一郎を尊敬している。ただし、本人は「姉の次」と言っていることから、姉を一番に尊敬していることが分かる。
七海の父
声 - 家中宏
本名不明。息子の征十郎が中学生の時に病死。生前はプロ野球選手として活躍しており、「目の前の障害は全て排除して前へ進め」という信条を持っていた。
花音の両親
声 - 伊藤美紀（母）
本名不明。両親とも学生時代は理系科目が壊滅的で、花音もこの遺伝を恨めしく思っている。一方で、花音の特徴的な声に関しては特に遺伝的特徴は見られない。
光太郎の母
声 - 浅野まゆみ
本名不明。引きこもりになった光太郎を人一倍心配していた。
ウエスタントリオ
声 - 半田裕典（コウスケ）、鳴海和希（サトシ）、山下誠一郎（マモル）
西神鳴高校に通う3人組で、光太郎の中学時代の同級生。原作では名前の設定はないが、アニメではコウスケ、サトシ、マモルと設定されている。光太郎に怪我をさせられた同級生はコウスケである。光太郎を引きこもりに追いやった張本人たちだが根っからの悪党ではなく、不故意的とはいえ怪我をさせた光太郎を恨んではいない。「気持ち悪い」と言ってしまったのもキレた勢いで言ってしまっただけで以降、彼に追い打ちをかけるような行動は取っていない（絡んだのも冗談半分）。純一郎の計画でパーティに3人揃ってゲストで参加し、光太郎と再会するもやはり、彼を貶めるようなことはしなかった。それどころか、圧倒的戦力の純一郎の勢力に立ち向かう光太郎をサトシとマモルが楽しむ中コウスケは1人光太郎を心配そうに見たり、純一郎に勝利し、自身の正体をさらけ出した光太郎を「馬鹿な奴」と言いつつも安堵の表情を見せた。

### 科学関係者
第一部の銀杏学園編において登場する。
ティム・バーナーズ・リン
声 - 高垣彩陽
CERMの所長を務める女性。素粒子研究の第一人者で、鑑家に勝手に立ち入ってくるなど唯我独尊な性格。素粒子をモチーフにしたデザインの特注グッズを愛用している。純一郎とは旧知の関係で、彼に魔法などのフィクション要素の科学的解明を求めたりする。料理の腕も優れている。かつて純一郎が発表した「どこでもドア設計論」を認めず、彼を研究所に呼び出して反証実験を行うが、その理論が立証されたことで純一郎を貴重な存在としてCERMに勧誘しようとしたが、「深夜アニメが観たいから」という理由でそのまま日本に帰られてしまう。諦めきれずに純一郎をスカウトしようとたびたび来日する。
名前の由来はWorld Wide Webの開発者・ティム・バーナーズ＝リー。
刀祢 大和（とうね やまと）
声 - 平野綾
新日本総合研究大学院大学「KEC」の職員で、純一郎の高校時代の同級生の女性。24歳。
高校在学時は一人しかいない科学同好会で活動したところに、「どこでもドア」を作ろうと入部してきた純一郎に物理や科学を教え、彼の開発を手伝ううちに好意を持つようになる。
高校卒業後は純一郎と別の大学に進み、在学中から純一郎のどこでもドア作成協力のため方々に手を尽くして研究所を立ち上げることになる。高校時代から培ってきた予算確保能力とネゴシエーション能力に長けており、膨大な予算のかかる特殊な研究所の建造にも大きく関わっている。
「どこでもドア」の開発プロジェクトが決定したことで純一郎と再会しKECにスカウトする。

### BON関係者
「BON」は滝がリーダーを務めるカラーギャング「ブラックオラクルネオ」の略称。行き場の無い子達や不登校児を集めて居場所を作ることを目的にしている。叶美奈子がリーダーを務めていた「ブラックオラクル」の後身。
小宮 滝（こみや たき）
声 - 松田利冴
カラーギャング「BON」のリーダーを務める15歳の少女。
「自分の学校は町」という理念を持ち、13歳から学校に通わずに町で遊んでいる。夏休みに学園の指示で街の見回りをすることになった純一郎と知り合い、彼をチームに勧誘した。純一郎からは「リーダー」と呼ばれている。
見回りをしていたマキナを撒こうとしてビルの壁によじ登って頭上に逃げたり、襲ってきた不良を蹴り飛ばすなど、卓越した身体能力を持っている。
小宮 流（こみや ながれ）
声 - 松田颯水
現役アイドルで、アイドルグループ「5th Queens」のセンターを任されている。愛称は「コミリュー」。純一郎からの呼び名は「アイドル姉」。
小宮滝の双子の姉で、双子のため顔は瓜二つだが頭の上で結んだ髪型が特徴で、滝と違って胸が大きい。妹からは「お姉」と呼ばれている。妹が自分以上と認めるほどの身体能力を持つ。今でこそ落ち着いているが幼い頃は喧嘩早い性格。かつては妹とともに「BO」のメンバーとして活動していたが、BOの解散後は幼いころからの憧れだったアイドルとなった。オーディションの際の滝の助力に引け目を感じている。
5th Queens（フィフスクイーンズ）
小宮流をリーダーとする人気の女子アイドルユニット。メンバー全員が中学生。小宮流をセンターに、真田白百合、金森ゆかな、御門紗耶香、東雲陸の5人で構成されている。ステージ衣装はサンタクロースをモチーフにしている。
叶 美奈子（かのう みなこ）
「BON」の前身「ブラックオラクル」の元リーダー。東神明高校の項を参照。
七海 征十郎（ななみ　せいじゅうろう）
「BON」の前身「ブラックオラクル」の元メンバー。銀杏学園の項を参照。
鬼頭 ミホ（きとう ミホ）
「BON」の前身「ブラックオラクル」の元メンバー。東神明高校の項を参照。
ちよタン
声 - 三宅麻理恵
滝の「ファミリンジャー」のイベント仲間の女性。
五味（ごみ）
声 - 根本幸多
小宮流が所属する養成事務所のプロデューサー。
武田 俊彦（たけだ としひこ）
「BON」と敵対するカラーギャングのメンバー。

### 柊学園本校
銀杏学園の本校。全寮制。校長の柊有栖により閉鎖された環境内での厳しい競争に晒されている。
柊 暦（ひいらぎ こよみ）
柊学園の理事長。銀杏学園の項を参照。
柊 有栖（ひいらぎ ありす）
柊学園本校の校長。二つに結んだ大きな縦ロールヘアーが特徴的で、純一郎からの呼び名は「ロールパン」。
過激で女王様気質なサディスト。校舎の外見を刑務所に改装した閉鎖的な空間において生徒たちを競争させ、現実社会で戦わせる存在にまで仕立てる弱肉強食の教育システムを標榜としている。その考えに反発を示した純一郎と校長の座を賭けて勝負することになる。暦とは従姉妹同士だが、自らの優越性を示すために暦を理事長の座から引きずり下ろすことを狙っている。
無駄を嫌う性格のためか、食事や入浴を一瞬で済ませる。好物はおでん串。
時坂 朋也（ときさか ともや）
純一郎の2年下の後輩。教師であり、2学期より柊学園本校へ着任。高ランカーの揃う3年生の担任に就任した。純一郎から「トモ」と呼ばれている。
純一郎と並ぶ万能の天才。飄々としながらも常識知らずなところがあり、時折奇怪な行動を起こす。中学時代はそこまで変わっていなかった付き合いの長い純一郎でも彼の考えが読みづらい。高い場所に登る癖がある。
本校において鑑の強敵として立ちふさがる。
枢 操（からくり みさお）
女性型の自律思考型のAIで、柊学園本校の学生寮すべてを管理する寮長。
高度な拡張現実機能を張り巡らされた本校の敷地内でのみタブレットやスマートフォンのカメラ、モニター等でその姿を映すことができる。厳格で違反者には容赦ない。「るーる君」を自らの端末として操作できる。

#### 生徒
本校生徒はSS〜Eの7ランクに分けられている。SSは誰も到達していない。生徒は何らかの「班」に属し、いくつかの「班」がまとまると「軍団（コア）」と呼ばれる。「班」は正式名称であるが、「軍団」はあくまで俗称。「軍団」の名前はほとんどが団長の名前に由来する。

##### Eランク
本校に赴任した純一郎が最も早く味方とする生徒たち。
無響 零子（むきょう れいこ）
声 - 花澤香菜
柊学園本校1年生。生徒の中では純一郎からあだ名で呼ばれていない一人。今までわからないでいた「おもしろい」という感覚を教えてくれた純一郎のことをししょーと呼ぶ。登場時は本校入学前。
柊学園入学前までは山奥の療養所で検査を受け続けていたが、暦に引き取られる形で編入する。一度見たものは正確に記憶し、人の行動や技術を再現できるという能力を持っている。しかし人の顔を判別するのができず、相手の耳を舐めて匂いと味を覚えることで相手を区別する。隔絶した環境で育ったためか、純一郎と出会うまでは漫画などに対して興味を示さなかった。
暦の手口でKECの研究所に一日体験入所し、研究所で働き始めた純一郎と出会う。
白河 ナミ（しらかわ ナミ）
柊学園本校1年生。「ホワイトプリンセス」の班長。本校でのランクはD、後にE。
無表情で感情乏しく、無口で会話の最後の一文字だけ間を置く喋り方をしており、純一郎からの呼び名は「機械娘」。頭にいつもスコープを装着している。学業や運動能力は1年の中でもトップクラスで、同学年の女子から羨望され「お姉様」と呼ばれている。
鳴沢 省（なるさわ しょう）
柊学園本校1年生。本校でのランクはE。「ホワイトプリンセス」所属。
能力は銀杏学園の生徒よりも優れているが特に秀でたものがないことを自覚しており、自信を失っている。
遠野 一樹（とおの かずき）
柊学園本校1年生。本校でのランクはE。「ホワイトプリンセス」所属。
眼鏡をかけた知的な風貌。年上の人間相手に口が悪い。ゲームに詳しく、班戦争では用いたゲームを解説している。
姫神 摩子（ひめがみ まこ）
柊学園本校1年生。本校でのランクはE。「ホワイトプリンセス」所属。
植草 極（うえくさ きわみ）
Eランクの畑を管理する園芸チーム「ノーブルガーデン」のリーダー。本校でのランクはE。
勝負に関係なく好きなことを極める負けず嫌いな性格。
大石 望（おおいし のぞみ）
「ハーフウイングス」の班長。本校でのランクはE。萌美と仲が良い。「レジェンズ」ファンクラブの会長

##### Sランク
全員が「軍団」を率いる団長。
暁 すばる（あかつき すばる）
柊学園本校3年生。「桜軍（チェリーコア）」団長。なお「桜軍」のみ団長の名前に由来しないネーミングとなっている。
他人の思考や感情を色や味として知覚することで読み取れることのできる複合共感覚の持ち主。「恋をしないと死ぬ（KS）病」を自称しており、幼い頃から恋多き少女だったが一時期恋ができなくなったことで食事を摂っているにも関わらずやせ細ってしまい、恋愛行為を食事のようなものと考えている。能力のせいで好きになった相手に拒まれ続け、その度に共感覚が強くなることで「失恋戦士」と呼ばれている。純一郎からの呼び名は「KS娘」。
藍沢 海人（あいざわ かいと）
柊学園本校3年生。「青軍（ブルーコア）」団長。
有能だが掴みどころのない人物で、純一郎のファンを自称しており、純一郎からは「自称ファン」と呼ばれている。自らを「ゲームマスター」と称し、戦場を支配するためなら自身の全てを投げ打ってでも目的を果たす強い信念を持つ。自身は純一郎のような才能に恵まれていないことを自覚している。本校に来た純一郎たちの動向を逐一観察するなど、怪しげな行動も多い。
赤嶺 誠（あかみね まこと）
柊学園本校生徒。18歳。「赤軍（レッドコア）」団長
妹の環からは「お兄」、純一郎からは「S（シスター）ヒーロー」と呼ばれている。
天然な性格だが成績は極めて優秀。入学してから2年間無敗の圧倒的実力を持つ。アーケードゲーム「フォースコンバット」の筐体をジャンクパーツを流用して完璧に修理するなど工学の面でも天才的な能力を持つ。妹の環と共に養護施設で育った。常に妹の環を支えることを考えており、妹の前では最強であるべきという姿を見せようとする。柊学園から最初のスカウトが来た際は妹と一緒でないという理由で断っており、翌年に妹と共に入学した。
白眉 王毅（はくび おうき）
「白軍（ホワイトコア）」団長。
生徒の前には余り姿を現さないが、最も多くの「班」を従えており、現状維持を図っている。

##### D - Aランク
「軍」の構成員、独立した班の一員、完全単独行動を取る者など様々。
轟 薫（とどろき かおる）
サッカーの実力者が揃う「タイタンズ」のリーダー。本校でのランクはD。「軍」には所属している様子は無い。
ゴリラを思わせる風貌だが、どことなく愛嬌もある。ポジションはFWで、巨体だが足技も優れており、ドリブルからのシュートにこだわりを持っている。純一郎からは「サッカー小僧」と呼ばれている。
天童（てんどう）
いつも無表情で、藍沢率いる「青軍」所属で、藍沢に付き従っている女子生徒。
空条 大貴（くうじょう だいき）
柊学園本校1年生。本校でのランクはC。藍沢率いる「青軍」の班「フォーチュンクエスト」のメンバー。中学時代は水球の選手として全国選抜に入ったことがある。鳴沢とはEランク時代のルームメイト。
元々は競泳選手だったが膝の怪我によりかつての仲間から見放され、それゆえに勝負事に対しては人一倍強い。
如月 響（きさらぎ ひびき）
学園アイドルユニット「レジェンズ」のリーダー。本校でのランクはD。純一郎からは「学ドル」と呼ばれている。
女子にタカるためにモテる努力を惜しまない性格で、自ら「クズ」と豪語するほど清々しいまでに堂々としている。
赤嶺 環（あかみね たまき）
柊学園本校生徒。17歳。
赤嶺誠率いる「赤軍」所属で、誠の妹。極度のブラコン。幼い頃から兄妹でアーケードゲーム「フォースコンバット」に興じており、兄と一緒にプレイすることに自分の居場所を感じ、将来は兄と二人で「独立国」を作ろうとしている。そのため、有栖に卒業時の所持ポイントの買取レートを3倍にしてもらう条件で要請を受け、「銀軍」に班戦争を挑む。
七瀬 八百（ななせ やお）
柊学園本校1年。暁すばる率いる「桜軍」所属。
校内では普段から女子制服姿の、光太郎と同様の「男の娘」。大病院の跡取り息子で、成績優秀で運動能力も高い。
黄道 隆太（きどう りゅうた）
白眉王毅率いる「白軍」所属。本校でのランクはA。武闘派で独立をもくろんでいる。
羽生 直樹（はにゅう なおき）
柊学園本校1年。白眉王毅率いる「白軍」所属。
史上最年少の12歳でプロになった元棋士。
千代田 流美（ちよだ るみ）
柊学園本校2年。本校でのランクはA。「軍」には所属していない。
あらゆる絵を描ける天才絵師で、「無形の絵師」と呼ばれている。しかし、それが当たり前のように描けるため、面白く感じたことはない。本校内で個人のアトリエを所有する。
騎咲の漫画制作に協力した際も当然のように描けたことで期待が外れたが、それを見咎めた純一郎と騎咲が自分が描いた絵に吹き出しを加えて漫画のように組み合わせたことで初めて面白く感じるようになった。

### 玖遠姉妹
純一郎が中学時代の検査入院中に出会った姉妹。
玖遠 重音（くおん かさね）
故人。重い心臓病で、長期入院生活を送っていた。純一郎と初めて会った際に、暇を「つぶす」のではなく「過ごさせて」自分の右を出る者はいないと述べた。
純一郎と影響を与え合った仲であったが、純一郎が高二の時に17歳未満で死亡。その死には純一郎が深く関わっており、純一郎の心の傷となっている。
玖遠 那由他（くおん なゆた）
重音の妹。16歳。姉が死んだ原因を純一郎だと思い、仇を討つために17歳に満たないまま逝った姉の敵をとるため、17歳になる前に純一郎の命をもらいに現れた。
中学生の頃に企業向けの特許をいくつも発案して巨額の資金を手にした天才少女で、女版純一郎とも言える存在。第一部の「ラスボス」。

### S（シード）クラス関係者
第二部に登場する、銀杏学園内に設定された小学校のクラスの生徒と、関係者。

#### 生徒
朧 九御路（おぼろ くくる）
S（シード）クラスの小学校生徒。メンコの天才で視覚情報処理機能が常人離れしている。古居の画一的な授業についていくことができずハズレ扱いされるが、純一郎の復帰により居場所を取り戻す。本誌147時限目掲載時では名前の九御路に「くみろ」とルビがふられていたが、148時限目以降に現在の「くくる」に変更された。
見た目とは裏腹に運動神経がいいらしい。
鍋墨 綾子（なべずみ あやこ）
S（シード）クラスの小学校生徒。教師にも一目置かれる優等生だが、家庭はカルト教団。鑑純一郎と朧九御路によって助けて出されて、本性を表すようになる。そして、AAAという宗教を立ち上げようとする。
江口 清治（えぐち きよはる）
S（シード）クラスの小学校生徒。性的なことに人一倍興味がある。
武田 勝利（たけだ かつとし）
S（シード）クラスの小学校生徒。幼少期から裕福な家庭に育つ。
新宮寺 真（しんぐうじ まこと）
S（シード）クラスの小学校生徒。運動神経がとても優れている。純一郎からアスリートと呼ばれている。父親は元J2リーグの控えゴールキーパー。
塚本 太郎（つかもと たろう）
S（シード）クラスの小学校生徒。10歳で二科展に入選するほど絵の才能がある。母親の監視が非常に厳しい。
武士 桃太（もののふ とうた）
S（シード）クラスの小学校生徒。クラス一の乱暴者であるが、純一郎によって改心。純一郎から桃太郎と呼ばれている。
神山 ヒロシ（かみやま ひろし）
S（シード）クラスの小学校生徒。全日本早口言葉選手権でチャンピオンを獲っていることから純一郎からは早口王子と呼ばれている。

#### 教職員
古居 保（ふるい たもつ）
失踪した純一郎の代理としてS（シード）クラスを受け持っていた教師。クラスの平均点を三ヶ月で15％上げるなど実績を積んだが、偏差値のみを重視し自分の授業についていけない生徒を平気で見捨てる官僚的な性格。純一郎の復帰とともにS（シード）クラス担任から外されることを宣告される。最近は脱毛が悩みの種で、作中では最低でも93本の髪の毛が抜けていて、自分で抜いて後悔することもある。純一郎からはセンパイと呼ばれているが、彼自身は純一郎を嫌っている。
上杉（うえすぎ）
S（シード）クラスの家庭科を担当する教師。家庭科を馬鹿にして授業をマトモに受けない生徒に悩まされていたが、純一郎とのパン作りの授業で生徒から慕われる存在になった。
松尾 デリシャス（まつお でりしゃす）
S（シード）クラスの体育を担当する教師。かつては、生徒を運動能力別で区別し勝敗に拘る指導していたが神山とのマラソン対決で考えを改め生徒を区別せず落伍者が出たら互いに助け合う指導に変えた。

### その他の人物
北山 みなみ（きたやま みなみ）
声 - 神田朱未
メイドカフェ「はーと オン はーと」の店長。イギリスにメイド留学した経験を持つ。
自ら「17歳」だと主張しているが、純一郎とは学生時代の同級生で、彼のことを「かがみん」と呼ぶ。
河島 深雪（かわしま みゆき）
声優。愛称は「ゆっきー」。声優グランプリ2連覇および声優アワード新人賞を獲得した期待の逸材。「魔砲少女ぶら☆くら」のハートマン兵長の役を演じる。
『魔砲少女ぶら☆くら』劇場版新キャラクターのサンダース・リトル上等兵役の公開オーディションでのサプライズゲストとして登場。生アフレコで迫真の演技を見せる。

## 舞台
純一郎たち登場人物の暮らす「神鳴町」および、柊学園のある「柊学園町」は原作コミックス第6巻のおまけページにて埼玉県内であることが判明し、純一郎たちが放課後に秋葉原に行く描写がある。
東神鳴高校（ひがししんめいこうこう）
純一郎の母校で、彼が教師として初めて勤務した高校。
「東神鳴高校分校」という学校裏サイトがあり、ペンタゴン並みのセキュリティーを誇るといわれる。
柊学園（ひいらぎがくえん）
作中の主たる舞台となる名門の私立学校。柊グループが運営し、柊暦が理事長を務める。一般生徒も通える銀杏学園とエリートを揃えた柊学園本校が存在する。
銀杏学園（いちょうがくえん）
柊学園の分校。純一郎が前の学校を解雇された後に暦に勧誘されて赴任することになった。小学校から大学院まであるエリート校で、一般生徒にも門戸が開かれている。
69万平方メートル（東京ドーム15個分）の広大な敷地面積を誇り、学生および職員が1万人以上在籍している。また、戦前からある学校で敷地内には、防空壕が存在する。生徒が教師を評価して、評価の低い教師は自動的に解雇できるシステムを採用しており、生徒会長であるマキナにはその権限が与えられている。高等部の生徒は基本的にアルバイト禁止となっている。
特待生はネクタイのデザインが一般生徒と異なっている。
柊学園本校（ひいらぎがくえんほんこう）
100年前に創立された学校。理事長の暦の方針で入学試験は一芸入試しか存在せず、そのため生徒はエリートかつ得体の知れない人物が多いとされ、銀杏学園の平均的な生徒たちよりも優れている。ノーベル賞を受賞した教師でさえ3日も経たずに辞職しており、柊学園校舎に迷い込んだ銀杏学園生徒が二度と戻ってこなかったといった尾ひれの付いた噂も立っている。
校長は柊有栖。有栖の意向により、校舎はフリーマントル刑務所を模したデザインに改築されており、それが彼女にとっての理想の教育の形を表現している。全寮制で、内部情報を漏らさないよう徹底されている。厳しい現実社会で勝ち抜ける人材を送り出す弱肉強食の教育システムを掲げられており、生徒は過酷な競争に晒され強制退学となる者も多い。卒業を待たずに脱落して退学する者が多いため3年生になるとクラス一つ分で済むほど生徒数が少なくなり、無事に生き残り卒業できた生徒は柊グループの支援により将来を保証される。
本校の生徒はSS・S・A・B・C・D・Eの6段階にランク分けされ、そのランクによって受けられる授業に差が生じたり、学生寮や生活環境が厳しく区別される。SS獲得には特殊な条件が必要である。生徒は何らかの「班」に属し、「班」にも「親子」という上下関係がある。
なお、本校の女子生徒の制服のデザインはニコニコ静画の企画による公募から決定した。
るーる君
本校で稼働するジャッジメントロボ。班戦争での審判や校内での風紀活動を担う。
エスポワール
Eランクの生徒寮。築2年だが有栖の指示で故意に年季の経った古い木造の建物に造られている。6人部屋の構成となっている。

S（シード）クラス
第二部の舞台。銀杏学園内に設定された小学校のクラス。柊本校のSランクとは全くの別物。
特殊な才能を持つ可能性のある子供たちを集め、その才能を開花させるための国家プロジェクトが進められている。

はーと オン はーと
学園をモチーフにしたメイドカフェ。切子のアルバイト先であり、マキナと純音も時折アルバイトを行っている。
新人メイドは片手、ベテランメイドは両手にシュシュを着けており、シュシュの違いでそのメイドが新人かベテランかを見分けられるようになっている。また、新しいご主人様を10人紹介したご主人様にはドリンク無料券をサービスしている。
素粒子物理学研究所「CERM」（そりゅうしぶつりがくけんきゅうじょ）
スイスのジュネーブにある、世界中の頭脳が揃うと言われる研究機関。ティムが所長を務める。純一郎の能力に目をつけたティムは彼をスカウトするが、ことごとく断られている。
新日本総合研究大学院大学「KEC」（しんにほんそうごうけんきゅうだいがくいんだいがく）
日本の研究機関。国家プロジェクトの一環として「どこでもドア」の開発計画が認可され、純一郎は大和からスカウトを受けることになった。純一郎を迎え入れるために大和が管理責任者として建設された地下の研究所は純一郎の趣味趣向が反映されており、純一郎がよく行く店の支店さえ出店している。

## 用語
YD病（ワイディーびょう）
「やりたいことしかできない病」を略した、純一郎の造語。純一郎自身の生き方を示した言葉。
どこでもドア設計論（どこでもドアせっけいろん）
鑑純一郎が17歳のときに発表した、「どこでもドア」を作り出せることを証明した理論。学術誌『ネイチャー』と『サイエンス』に掲載され、その革新的な内容から純一郎は若き天才として注目を集めた。
現在この理論を中心とした研究が世界中で行われており、日本も国家予算を投じて極秘研究所を立ち上げている。作中で確認できる研究施設はEUの素粒子物理学研究所「CERM」と日本の新日本総合研究大学院大学「KEC」の2つである。
超弩級物語DX（ちょうどきゅうものがたりデラックス）
純一郎が運営するアニメブログサイト。純一郎は「鏡MOCHI（かがみモチ）」のハンドルネームで活動している。アニメ批評ブログランキングで1位を獲得したことがあるが、純一郎が教師になってからはブログの更新が滞ることもあった。夏コミではブログをまとめた同人誌「21世紀読本」を発行している。
ネーミングは原作者の作品である『超弩級少女4946』から。
魔砲少女ぶら☆くら
純一郎がこよなく愛するアニメ作品。元ネタは広江礼威の漫画『BLACK LAGOON』の単行本第2巻に収録されているオマケ漫画「魔法少女編」。作中では劇場版「魔砲少女ぶら☆くら ザ・ムービー」も発表されており、新キャラクターの公開オーディションが行われた。
サンダース軍曹（サンダースぐんそう）
「魔砲少女ぶら☆くら」の主人公。二丁拳銃を得意としており、キャッチコピーは「あなたの願い叶えます! 銃で!!」。彼女が言い放った「ヒーローがいなければ、ヒーローになればいい」という台詞は、美奈子が声優を志すきっかけとなった。
キャラクターボイスは花沢華音が担当している。
ハートマン兵長（ハートマンへいちょう）
サンダース軍曹のパートナー。鼻の上に大きな傷がある。「ぶら☆くら」の第17話「絶対防衛圏のふたり」では負傷して目が見えないサンダース軍曹の目となって支え、敵を粉砕する屈指の名シーンを生み出した。
キャラクターボイスは後述の河島深雪が担当。
キャラクターデザインはニコニコ静画の企画による公募から決定した。
サンダース・リトル上等兵（サンダース・リトルじょうとうへい）
劇場版「魔砲少女ぶら☆くら ザ・ムービー」の新キャラクターで、サンダース軍曹の妹。クールで姉に対しても毒舌な印象。
声優は秋葉原で行われた一般公募のオーディションで選出されることになり、これに声優を目指している美奈子や、純一郎に副賞の河島深雪のサイン目当てで連れてこられた花音が参加することになる。

終末学園（しゅうまつがくえん）
天上院騎咲による人気の漫画作品。純一郎も読者の一人。
神々を擬人化した学園ラブコメディ。テレビで規制が必要と言われるほど過激な性的描写が多いが、それさえも飾りと純一郎に言わせるほどの内容となっている。
ウロボロスオンライン
国内でも100万人がプレイしている人気のMMORPG。アバターの設定が細かいなど自由度が高い。「BATTLE OF URO」と呼ばれる、チーム同士による合戦イベントがあり、合戦イベントの優勝チームは優勝者権限として1回に限り設定自由の合戦イベントを行うことができる。敗北した場合、合戦を企画したプレイヤーはアカウントを強制消去され二度とログインできなくなるペナルティを課される。
パッケージのイラストが可愛らしさを目当てにソフトを買った光太郎はこのゲームにのめり込み、ネットを通じて純一郎と出会うことになった。
ゼリウス
シューティングゲームの名作。自然物を取り入れた背景や機体のデザイン、作りこまれた世界観など当時のゲームとしては斬新だった。全16面だが、条件を満たすことで幻のボーナスステージである17面にたどり着くことができる。最新作のゼリウス2100には地上戦のFPSモード、2Dシューティングのクラシックモードの3種類が入っている。
モデルは『ゼビウス』。

## 書誌情報
- 東毅『電波教師』 小学館〈少年サンデーコミックス〉、全26巻
  1. 2012年3月21日発行（2012年3月16日発売）、ISBN 978-4-09-123570-1
  2. 2012年6月23日発行（2012年6月18日発売）、ISBN 978-4-09-123699-9
  3. 2012年9月23日発行（2012年9月18日発売）、ISBN 978-4-09-123817-7
  4. 2012年11月21日発行（2012年11月16日発売）、ISBN 978-4-09-124008-8
  5. 2013年2月23日発行（2013年2月18日発売）、ISBN 978-4-09-124180-1
  6. 2013年4月23日発行（2013年4月18日発売）、ISBN 978-4-09-124283-9
  7. 2013年7月23日発行（2013年7月18日発売）、ISBN 978-4-09-124352-2
  8. 2013年8月21日発行（2013年8月16日発売）、ISBN 978-4-09-124401-7
  9. 2013年11月23日発行（2013年11月18日発売）、ISBN 978-4-09-124498-7
    - ［公式同人誌・電波先生］付き限定版 ISBN 978-4-09-159 166-1

  10. 2014年2月23日発行（2014年2月18日発売）、ISBN 978-4-09-124564-9
    - 2014スクールカレンダー付き限定版!! ISBN 978-4-09-159183-8

  11. 2014年5月21日発行（2014年5月16日発売）、ISBN 978-4-09-124644-8
  12. 2014年8月23日発行（2014年8月18日発売）、ISBN 978-4-09-125079-7
    - ドラマCD付き限定版 ISBN 978-4-09-159196-8

  13. 2014年10月22日発行（2014年10月17日発売）、ISBN 978-4-09-125372-9
  14. 2015年1月21日発行（2015年1月16日発売）、ISBN 978-4-09-125449-8
  15. 2015年3月24日発行（2015年3月18日発売）、ISBN 978-4-09-125697-3
  16. 2015年5月23日発行 (2015年5月18日発売)、ISBN 978-4-09-126025-3
  17. 2015年7月22日発行 (2015年7月17日発売)、ISBN 978-4-09-126185-4
  18. 2015年9月23日発行（2015年9月18日発売）、ISBN 978-4-09-126248-6
  19. 2015年11月23日発行（2015年11月18日発売）、ISBN 978-4-09-126500-5
  20. 2016年2月23日発行（2016年2月18日発売）、ISBN 978-4-09-126780-1
  21. 2016年5月23日発行（2016年5月18日発売）、ISBN 978-4-09-127139-6
  22. 2016年6月22日発行（2016年6月17日発売）、ISBN 978-4-09-127268-3
  23. 2016年9月21日発行（2016年9月16日発売）、ISBN 978-4-09-127335-2
  24. 2016年11月23日発行（2016年11月18日発売）、ISBN 978-4-09-127413-7
  25. 2017年2月22日発行（2017年2月17日発売）、ISBN 978-4-09-127498-4
  26. 2017年4月23日発行（2017年4月18日発売）、ISBN 978-4-09-127555-4
- 東毅『電波教師 TVアニメスタート記念‼︎スペシャル総集編‼︎』 小学館 〈少年サンデーコミックススペシャル〉
  - 2015年4月6日発行 (2015年4月1日発売)、ISBN 978-4-09-126069-7

## ドラマCD
単行本12巻の限定版の付録CDに収録。1話約30分の計約60分収録されている。

### 収録話
- 第1話 ソドム教室
  - ①すべての始まり
  - ②最高傑作回への道
- 第2話 真夏の肝試し in 特別合宿
  - ③2日目夜の恒例は
  - ④恐怖のあとはガールズトーク

### スタッフ
- 原作 -  東毅
- 脚本 - 持田康之、牧山昌弘
- 音響制作 - S-Prism
- 音響監督 - 嶋澤みどり
- ミキサー - 山田明寛
- 効果 - スワラ・プロ
- A&R - 宅島美咲

## サンデーCM劇場
第1弾は2012年10月上旬より放送。第2弾は2013年2月中旬より放送。監督は小倉宏文、キャラクターデザインは坂崎忠、制作はA-1 Picturesが担当。

## テレビアニメ
単行本第14巻の発売に合わせ、2015年1月16日にテレビアニメ化を発表。2015年4月4日から9月26日まで読売テレビ・日本テレビ系列にて放送された。同じサンデー作品であるNHK Eテレで放送のアニメ『境界のRINNE』第1シリーズの裏番組となる。
なお、原作漫画で「HE IS A ULTIMATE TEACHER」と表記されている部分は、アニメでは「HE IS AN ULTIMATE TEACHER」となっている（アニメの方が英文法としては正しい）。
制作局である読売テレビでは、4月から6月まで、本放送から数日後の深夜枠で、不定期に再放送されていたが、7月6日(7月7日火曜深夜)から、「MANPA」第3部にて、改めて第1話から再放送されている。

### スタッフ
- 原作 - 東毅
- 監督 - 佐藤真人
- シリーズ構成 - 前川淳
- キャラクターデザイン - 杉本功
- 美術設定 - 成田偉保
- 美術監督 - 栗林大貴
- 色彩設計 - 鈴木依里
- 撮影監督 - 西山仁
- 編集 - 須藤瞳
- 音響監督 - 長崎行男
- 音楽 - 高田龍一
- 音楽制作 - アニプレックス
- 音楽プロデューサー - 外村敬一、清水博之、岩崎紀子
- チーフプロデューサー - 諏訪道彦、落越友則→吉岡昌仁[注釈 5]
- プロデューサー - 米倉功人（ytv）、佐藤成俊
- アニメーションプロデューサー - 横山敏、溝上猛
- アニメーション制作 - A-1 Pictures
- 制作 - ytv、A-1 Pictures

### 主題歌
オープニング
いずれもアーティストの一部のメンバーが声優として出演している。
「Youthful Dreamer」（1時限目 - 12時限目）
作詞・作曲・編曲 - 石田寛朗 / 歌 - TrySail
曲名や歌詞は本作の世界観が反映されたものとなっている。
「vivid brilliant door!」（13時限目 - 24時限目）
作詞・作曲 - 田淵智也 / 編曲 - 古川貴浩 / 歌 - スフィア
オープニングテーマ前から前奏部分にかけて純一郎によるナレーションが導入されている。

エンディング
「DREAMIN'」（1時限目 - 12時限目）
作詞 - 藤林聖子 / 作曲 - 吉野貴晴 / 編曲 - 江口亮 / 歌 - 東京パフォーマンスドール
「MY ONLY ONE」（13時限目 - 24時限目）
作詞 - 岡田マリア / 作曲・編曲 - CLARABELL / 歌 - 9nine
エンディングテーマで流れる各キャラクターの似顔絵はそれぞれの担当声優が描いた絵が使用されている。

劇中歌
作詞は前川淳。
「夢見る二丁拳銃（トゥーハンド）」
作曲・編曲 - 広川恵一 / 歌 - 叶美奈子（雨宮天）
「メイドの品格」
作曲・編曲 - 岡部啓一 / 歌 - 式島切子 (田所あずさ）
「家族の絆だ、ファミリンジャー（オリジナルver.）」
作曲・編曲 - 高田龍一 / 歌 - 松田利冴
「愛しのシャイボーイ」
作曲・編曲 - 高田龍一 / 歌 - 小宮流（松田颯水）
「家族の絆だ、ファミリンジャー（オフ会ver.）」
作曲・編曲 - 高田龍一 / 歌 - 小宮流（松田颯水）
「ふたり」
作曲・編曲 - 高田龍一 / 歌 - 小宮流（松田颯水）
「メタルビースト ロックンジャー！」
作曲・編曲 - 永谷喬夫 / 歌 - 櫛名田萌美（夏川椎菜）

### 各話リスト
| 話数     | サブタイトル           | 脚本     | 絵コンテ          | 演出                | 作画監督                                            | 総作画監督              | 放送日        |
| -------- | ---------------------- | -------- | ----------------- | ------------------- | --------------------------------------------------- | ----------------------- | ------------- |
| 1時限目  | 高校教師はじめました   | 前川淳   | 大河桝玖          | 鈴木吉男            | 石川慎亮、ふくだのりゆき                            | 石川慎亮                | 2015年 4月4日 |
| 2時限目  | 社会のルール           | 前川淳   | 鈴木吉男          | 鈴木吉男            | ふくだのりゆき、Kim BongDuk 石川慎亮                | ふくだのりゆき 石川慎亮 | 4月11日       |
| 3時限目  | チェイス in 秋葉原     | 大和屋暁 | 平野俊貴          | 石田暢              | 黄栄植                                              | -                       | 4月18日       |
| 4時限目  | メイドの品格           | 大和屋暁 | 平野俊貴          | 安藤健              | 黄栄植                                              | -                       | 4月25日       |
| 5時限目  | 銀杏学園の怪物         | 前川淳   | 佐野隆史          | 岡戸智凱            | 柳考相                                              | -                       | 5月2日        |
| 6時限目  | おもしろい景色         | 前川淳   | 佐野隆史          | 石井和彦            | ふくだのりゆき、柳考相                              | ふくだのりゆき          | 5月9日        |
| 7時限目  | 美少女のヒミツ         | 大和屋暁 | 四阿蔵志          | 石井和彦            | 阿部弘樹、大野勉                                    | 石川慎亮                | 5月16日       |
| 8時限目  | 不登校児は大センセイ   | 前川淳   | 平野俊貴          | 鈴木吉男 古谷田順久 | 石川慎亮、Kim BongDuk                               | 石川慎亮                | 5月23日       |
| 9時限目  | ゲームの国の少女       | 大和屋暁 | 平野俊貴          | 岡戸智凱            | 柳考相                                              | 石川慎亮                | 5月30日       |
| 10時限目 | 光太郎のユウウツ       | 大和屋暁 | 平野俊貴          | 所俊克              | KIM EUN HA、KIM JEONG EUN 佐藤勝行                  | 石川慎亮                | 6月6日        |
| 11時限目 | 外の世界               | 前川淳   | 佐野隆史          | 古谷田順久          | PARK SEONKYEONG HWANG YOUNGSIK ふくだのりゆき       | ふくだのりゆき          | 6月13日       |
| 12時限目 | ルーチェvsファースト   | 前川淳   | 佐野隆史          | 前園文夫            | 中野彰子                                            | -                       | 6月20日       |
| 13時限目 | ジュネーブから来た博士 | 大和屋暁 | 佐藤真人          | 石井和彦            | 石川慎亮、Kim BongDuk HWANG YOUNGSIK                | 石川慎亮                | 6月27日       |
| 14時限目 | サテイの女             | 大和屋暁 | 平野俊貴          | 鈴木吉男            | KIM BONGDUK HWANG YOUNGSIK ふくだのりゆき           | ふくだのりゆき          | 7月11日       |
| 15時限目 | フィアンセはゲーム王   | 大和屋暁 | 平野俊貴          | 西村大樹            | 中野彰子                                            | -                       | 7月18日       |
| 16時限目 | 成仏したいの!          | 前川淳   | 佐野隆史          | 石井和彦            | 石川慎亮、KIM BONGDUK HWANG YOUNGSIK                | 石川慎亮                | 7月25日       |
| 17時限目 | 初登校で大騒ぎ         | 前川淳   | 前園文夫          | 前園文夫            | KIM BONGDUK HWANG YOUNGSIK                          | 石川慎亮                | 8月1日        |
| 18時限目 | ゲーマーのプライド     | 前川淳   | 佐藤真人          | 西村大樹            | 中野彰子                                            | -                       | 8月8日        |
| 19時限目 | ストリートガール       | 大和屋暁 | 平野俊貴          | 石井和彦            | 阿倍弘樹、ふくだのりゆき 石川慎亮                   | ふくだのりゆき          | 8月15日       |
| 20時限目 | 双子のアイドル         | 大和屋暁 | 平野俊貴          | 鈴木吉男            | 柳考相、栗井重紀                                    | 石川慎亮                | 8月29日       |
| 21時限目 | ファミリンジャー見参!  | 大和屋暁 | 平野俊貴          | 前園文夫            | ふくだのりゆき、柳考相                              | ふくだのりゆき          | 9月5日        |
| 22時限目 | 鑑クンのお城           | 前川淳   | 佐藤真人          | 石井和彦            | 宍戸久美子、KIM BONGDUK HWANG YOUNGSIK              | -                       | 9月12日       |
| 23時限目 | 謎の一日体験入所者     | 前川淳   | 大河桝玖 平野俊貴 | 鈴木吉男            | KIM BONGDUK HWANG YOUNGSIK                          | 宍戸久美子              | 9月19日       |
| 24時限目 | オレの教育方針         | 前川淳   | 佐藤真人          | 佐藤真人            | ふくだのりゆき、Kim BongDuk HWANG YOUNGSI、石川慎亮 | ふくだのりゆき          | 9月26日       |

- 2015年7月4日は、大型音楽特別番組『THE MUSIC DAY 音楽は太陽だ。』の放送のため、休止。
- 2015年8月22日は、『24時間テレビ38 愛は地球を救う』編成による後座番組『名探偵コナン』30分繰り上げのため、休止。

### 放送局
| 放送期間                     | 放送時間           | 放送局                                                         | 対象地域 | 備考                  |
| ---------------------------- | ------------------ | -------------------------------------------------------------- | -------- | --------------------- |
| 2015年4月4日 - 2015年9月26日 | 土曜 17:30 - 18:00 | 読売テレビ（製作局）ほか 日本テレビ系列（NNS）フルネット局28局 | 日本全国 |                       |
| 2015年4月5日 - 2015年9月27日 | 日曜 7:00 - 7:30   | テレビ大分                                                     | 大分県   | NNS/FNSクロスネット局 |
| 2015年8月7日 - 2016年1月22日 | 金曜 19:00 - 19:30 | アニマックス                                                   | 日本全域 | リピート放送あり      |

| 配信期間                | 配信時間        | 配信サイト         | 備考            |
| ----------------------- | --------------- | ------------------ | --------------- |
| 2015年4月6日 - 9月28日  | 月曜 12:00 更新 | バンダイチャンネル | 有料            |
| 2015年4月13日 - 10月5日 |                 | GYAO!              | 最新話1週間無料 |

### BD / DVD
| 巻 | 発売日         | 収録話          | 規格品番      | 規格品番      |
| 巻 | 発売日         | 収録話          | BD限定版      | DVD限定版     |
| -- | -------------- | --------------- | ------------- | ------------- |
| 1  | 2015年8月26日  | 第1話 - 第3話   | ANZX-12561/2  | ANZB-12561/2  |
| 2  | 2015年9月30日  | 第4話 - 第6話   | ANZX-12563/4  | ANZB-12563/4  |
| 3  | 2015年10月28日 | 第7話 - 第9話   | ANZX-12565/6  | ANZB-12565/6  |
| 4  | 2015年11月25日 | 第10話 - 第12話 | ANZX-12567/8  | ANZB-12567/8  |
| 5  | 2015年12月23日 | 第13話 - 第15話 | ANZX-12569/70 | ANZB-12569/70 |
| 6  | 2016年1月27日  | 第16話 - 第18話 | ANZX-12571/2  | ANZB-12571/2  |
| 7  | 2016年2月24日  | 第19話 - 第21話 | ANZX-12573/4  | ANZB-12573/4  |
| 8  | 2016年3月23日  | 第22話 - 第24話 | ANZX-12575/6  | ANZB-12575/6  |

| 読売テレビ・日本テレビ系列（テレビ大分を除く） 土曜17:30 - 18:00枠 | 読売テレビ・日本テレビ系列（テレビ大分を除く） 土曜17:30 - 18:00枠 | 読売テレビ・日本テレビ系列（テレビ大分を除く） 土曜17:30 - 18:00枠 |
| 前番組                                                             | 番組名                                                             | 次番組                                                             |
| ------------------------------------------------------------------ | ------------------------------------------------------------------ | ------------------------------------------------------------------ |
| まじっく快斗1412 （2014年10月4日 - 2015年3月28日）                 | 電波教師 （2015年4月4日 - 9月26日）                                | 金田一少年の事件簿R（第2期） （2015年10月3日 - 2016年3月26日）     |

## 公式同人誌・電波先生
単行本第9巻発売、コミックス累計100万部突破記念として単行本第9巻の公式同人誌付き限定版が発売された。

### コンテンツ
- 1 新作描き下ろし「コミックマーケット冬の陣」
- 2 幻の全没ネーム
- 3 ここまで見せるか⁉︎「電波教師」誕生秘話
- 4 描き下ろし電波教師SS「扇子とバッド」
- 5 東毅先生あとがき

## その他
- 単行本第1巻発売記念として2012年3月8日からカッター少女の実写動画PVが公開された。実在のメイドカフェで撮影されている。